# Руперт з Генцау (фільм, 1923)
Руперт з Гентзау (англ. Rupert of Hentzau) — американська драма режисера Віктора Германа 1923 року.

## У ролях
- Берт Літелл — Рудольф Ресенділ
- Ілейн Хаммерстін — королева Флавія
- Лью Коуді — Руперт з Генцау
- Клер Віндсор — графиня Хельга
- Хобарт Босворт — полковник Сапт
- Брайант Вошберн — граф Фріц
- Марджорі Доу — Роза Хольф
- Мітчелл Льюїс — Бауер
- Адольф Менжу — граф Рішенхайм
- Ельмо Лінкольн — Сімон (лісника король)